# Frédérique Constant
Frédérique Constant es una manufactura suiza de relojes de lujo con sede en Plan-les-Ouates, Ginebra. Fundada originalmente en 1988 por la pareja de holandeses Peter Stas y Aletta Stas-Bax, la empresa fue adquirida en 2016 por Citizen Holdings de Tokio, Japón.
Antes de su venta a Citizen, Frédérique Constant SA era propiedad de Union Horlogère Holding B.V., que también era propietaria de las marcas Alpina Watches y Ateliers deMonaco.

## Historia

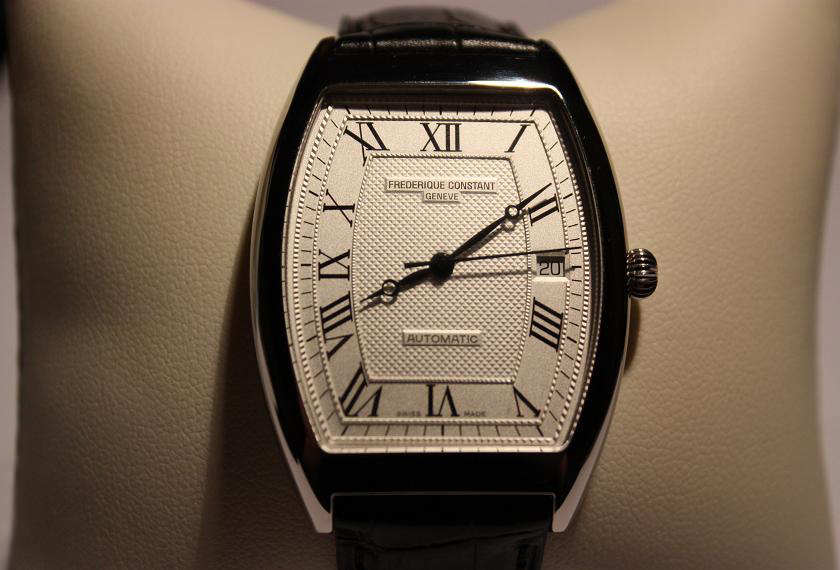
Frédérique Constant Persuasion

La compañía fue fundada en Suiza en 1988 por dos emprendedores neerlandeses Peter Stas y su esposa, Aletta Stas-Bax. El nombre «Frédérique Constant» deriva del nombre de los bisabuelos de los fundadores de la marca: Frédérique Schreiner (1881–1969) y Constant Stas (1880–1967)
En 2016 la casa relojera japonesa Citizen compró Frédérique Constant

## Manufactura
La compañía opera una manufactura en Ginebra en un edificio de cuatro pisos de 3200 metros cuadrados. En 2018, esta instalación se expandió a 6200 metros cuadrados, lo que refleja el crecimiento y la evolución de la empresa. Frédérique Constant ha celebrado su 35º aniversario en 2023, marcando la ocasión con eventos que destacan su filosofía de innovación y productos de lujo técnicamente avanzados. Entre sus logros, la marca ha desarrollado 31 calibres propios y ofrece una amplia gama de relojes que incluyen desde tourbillons y relojes de vestir clásicos hasta relojes inteligentes. 
En su aniversario, Frédérique Constant presentó su 31º calibre interno, el FC-735, alojado dentro del Classic Power Reserve Big Date. Este modelo refleja la filosofía de la marca de ofrecer relojes suizos de prestigio y alta eficiencia a precios accesibles. Además, la marca ha sido pionera en producir relojes con calendario perpetuo a precios asequibles y fue la primera en lanzar un reloj inteligente horológico en 2015. 

## Publicidad
Desde 2008 la actriz Shu Qi es la embajadora de la marca en el continente asiático.